# Condorcet (couraçado)
O Condorcet foi um couraçado pré-dreadnought operado pela Marinha Nacional Francesa e a segunda embarcação da Classe Danton, depois do Danton e seguido pelo Diderot, Voltaire, Mirabeau e Vergniaud. Sua construção começou em agosto de 1907 na Ateliers et Chantiers de la Loire e foi lançado ao mar em abril de 1909, sendo comissionado em julho de 1911. Era armado com quatro canhões de 305 milímetros em duas torres de artilharia duplas, tinha um deslocamento de mais de dezoito mil toneladas e conseguia alcançar uma velocidade máxima de mais de dezenove nós.
O Condorcet teve uma carreira tranquila em tempos de paz, com suas principais atividades consistindo em exercícios de rotina. A Primeira Guerra Mundial começou em 1914 e o navio tentou, sem sucesso, encontrar os cruzadores alemães SMS Goeben e SMS Breslau. Depois disso foi designado para o Mar Adriático a fim de conter a Marinha Austro-Húngara, com sua principal ação tendo sido a Batalha de Antivari. Em 1916 foi enviado para a Grécia a fim de pressionar o governo grego a entrar na guerra do lado dos Aliados, permanecendo no local até o fim do conflito em 1918.
A embarcação passou por modernizações no início da década de 1920 e depois foi utilizada como navio-escola pelas escolas de torpedo e elétrica da Marinha Nacional. Foi parcialmente desarmado em 1931 e transformado em um alojamento flutuante. O Condorcet passou por modificações na Segunda Guerra Mundial para voltar a ser usado como navio-escola, porém foi tomado pelos alemães depois da ocupação da França de Vichy. Foi usado como alojamento até ser deliberadamente afundado em agosto de 1944, com seus destroços sendo desmontados até 1949.

## Projeto
Embora os navios da classe Danton representassem uma melhoria significativa em relação à classe Liberté, especialmente com o aumento de deslocamento de 3 mil toneladas, eles foram superados pelo advento do dreadnought bem antes de serem concluídos. Isto, combinado com outras características desvantajosas, incluindo o grande peso em carvão que tinham que transportar, fez deles navios pouco bem-sucedidos, embora seus numerosos canhões de tiro rápido fossem de alguma utilidade no Mediterrâneo.
O Condorcet tinha 146,6 metros de fora a fora e tinha uma boca de 25,8 metros e um calado de carga total de 9,2 metros. Ele deslocava 19 736 toneladas em carga profunda e tinha uma tripulação de 681 oficiais e soldados. O navio era movido por quatro turbinas a vapor Parsons, usando vapor gerado por vinte e seis caldeiras Niclausse. As turbinas foram avaliadas em 16 800 kW e proporcionou-lhe uma velocidade máxima de cerca de 19 nós (35 quilômetros por hora). O Condorcet atingiu uma velocidade máxima de 19,7 nós (36,5 quilômetros por hora) em seus testes no mar. Ele transportava no máximo 2 027 toneladas de carvão, o que lhe permitia navegar por 2 900 milhas náuticas (5 370 quilômetros) a uma velocidade de 10 nós (19 quilômetros por hora).
A bateria principal do Condorcet consistia em quatro canhões de 305 milímetros/45 Modèle 1906 montados em duas torres de canhões gêmeas, uma na proa e uma na popa. A bateria secundária consistia em doze canhões de 240 milímetros/50 Modèle 1902 em torres duplas, três de cada lado do navio. Vários canhões menores foram transportados para defesa contra torpedeiros. Entre eles estavam dezesseis canhões L/65 de 75 milímetros e dez canhões de 47 milímetros. O navio também estava armado com dois tubos de torpedos de 450 milímetros. O cinturão principal do navio era de 270 milímetros de espessura e a bateria principal era protegida por até 300 milímetros de armadura. A torre de comando também tinha 300 milímetros de espessura nas laterais.

### Modificações de guerra
Durante a guerra, canhões antiaéreos de 75 milímetros foram instalados nos tetos do navio, além de duas torres de 240 milímetros na proa do navio. Em 1918, o mastro principal foi encurtado para permitir que o navio fosse equipado com um balão amarrado, além de um aumento na elevação dos canhões de 240 milímetros, o que estendeu seu alcance para 18 mil metros.

## Carreira
A construção do Condorcet foi iniciada em 26 de dezembro de 1906 pela Ateliers et Chantiers de la Loire em Saint-Nazaire e o navio foi lançado em 23 de agosto de 1907. Ele foi lançado em 20 de abril de 1909 e concluído em 25 de julho de 1911. O Condorcet foi inicialmente designado para a 1ª Divisão do 1º Esquadrão (escadre) da Frota do Mediterrâneo quando foi comissionado. O navio participou de manobras combinadas da frota entre Provença e Tunísia em maio-junho de 1913 e da subsequente revisão naval conduzida pelo presidente da França, Raymond Poincaré, em 7 de junho de 1913. Depois, o Condorcet juntou-se ao seu esquadrão na sua digressão pelo Mediterrâneo Oriental em Outubro-Dezembro de 1913 e participou no grande exercício da frota no Mediterrâneo em Maio de 1914.

### Primeira Guerra Mundial
No início da guerra, o navio, junto com seu navio irmão Vergniaud e o encouraçado Courbet, procuraram sem sucesso o cruzador de batalha alemão Goeben e o cruzador leve Breslau nas Ilhas Baleares. Em 9 de agosto, Condorcet cruzou o Estreito da Sicília numa tentativa de impedir que os navios alemães avançassem para o Ocidente. Em 16 de agosto de 1914, a frota combinada anglo-francesa sob o comando do almirante Auguste Boué de Lapeyrère, incluindo o Condorcet, fez uma varredura no Mar Adriático. Os navios aliados encontraram o cruzador austro-húngaro SMS Zenta, escoltado pelo contratorpedeiro SMS Ulan, bloqueando a costa de Montenegro. Havia muitos navios para que o Zenta pudesse escapar, então ele ficou para trás para permitir que o Ulan fugisse, sendo afundado durante a Batalha de Antivari, na costa de Bar, Montenegro. O Condorcet posteriormente participou de uma série de ataques ao Adriático no final do ano e patrulhou as Ilhas Jônicas. De dezembro de 1914 a 1916, o navio participou do bloqueio distante do Estreito de Otranto enquanto estava baseado em Corfu. Em 1 de dezembro de 1916, o Condorcet estava em Atenas e contribuiu com tropas para a tentativa dos Aliados de garantir a aquiescência grega às operações Aliadas na Macedônia. Pouco depois, ele foi transferido para Mudros para impedir que o Goeben invadisse o Mediterrâneo e permaneceu lá até setembro de 1917. O navio foi transferido para a 2ª Divisão do 1º Esquadrão em maio de 1918 e retornou a Mudros, onde permaneceu pelo resto da guerra.

### Carreira pós-guerra
De 6 de dezembro de 1918 a 2 de março de 1919, o Condorcet representou a França no esquadrão Aliado em Fiume, que supervisionou a solução da questão iugoslava. Depois, o navio foi designado para a Divisão do Canal da Marinha Francesa. Ele foi modernizado em 1923-24 para melhorar sua proteção subaquática e seus quatro canhões de 75 milímetros foram removidos. Junto com seus companheiros de classe Diderot e Voltaire, ele foi designado para a Divisão de Treinamento em Toulon. O Condorcet abrigou as escolas de torpedos e eletricidade e tinha um tubo de torpedo instalado no lado de bombordo do seu tombadilho. Ele foi parcialmente desarmado em 1931 e convertido em um casco de acomodação; em 1939 suas hélices foram removidas. O famoso explorador subaquático Jacques Cousteau começou a mergulhar enquanto estava a bordo do navio em 1936.
Em abril de 1941, o navio foi rebocado para o mar para avaliar o propulsor usado pelo encouraçado Richelieu durante a Batalha de Dacar em 24 de setembro de 1940. Um dos seus canhões de 380 milímetros teve uma explosão na culatra e acredita-se que o propulsor do projétil tenha sido a causa. Vários tiros foram disparados com sucesso da torre traseira do Condorcet por controle remoto, o que isentou o propulsor. Em julho seguinte, o navio foi modificado para abrigar as escolas de sinalização, rádio e eletricista. Áreas de atracação foram instaladas nas bases de quatro funis, que haviam sido removidos anteriormente, e os equipamentos de rádio mais modernos foram instalados para os alunos treinarem. Em 10 de setembro de 1941, o Condorcet foi acidentalmente abalroado pelo submarino Le Glorieux quando estava saindo da doca seca. O impacto perfurou o casco do navio e inundou um compartimento, o que exigiu que o Condorcet fosse atracado em doca seca para reparos. O navio foi capturado intacto pelos alemães quando ocuparam a França de Vichy em 27 de novembro de 1942. Ao contrário da maior parte da frota francesa em Toulon, o Condorcet não foi afundado porque tinha estagiários a bordo. Usado pelos alemães como navio de quartel, foi seriamente danificado por aeronaves aliadas em agosto de 1944 e afundado naquele mesmo mês pelos alemães.
Alguns dos seus canhões de 240 milímetros foram usados pelos alemães em uma bateria costeira na margem norte do estuário de Gironde, no Golfo da Biscaia, em 1944.

O navio foi recuperado em setembro de 1945 e colocado à venda em 14 de dezembro. A desmontagem do Condorcet foi concluída por volta de 1949.